# Wielkie Żuchowicze
Wielkie Żuchowicze (biał. Вялікія Жухавічы, ros. Великие Жуховичи) – agromiasteczko na Białorusi, w obwodzie grodzieńskim, w rejonie korelickim, w sielsowiecie Żuchowicze.
W czasach carskich i w II Rzeczypospolitej siedziba gminy Żuchowicze. Do 1939 leżały w Polsce, w województwie nowogródzkim, w powiecie stołpeckim.
Znajduje tu się cerkiew pw. Świętych Apostołów Piotra i Pawła, fundacji Radziwiłłów. Obecnie jest to świątynia miejscowej parafii prawosławnej.